# Stephan Burián von Rajecz
Stephan Burián von Rajecz (16. siječnja 1851. – 20. listopada 1922.) bio je austrougarski političar i diplomat.
Bio je Zajednički ministar financija i upravitelj Bosne i Hercegovine od 1903. do 1912. te od 1916. do 1918. Za vrijeme upravljanja Bosne i Hercegovine napustio je politiku bošnjaštva.